# Bitwa pod Spicheren
Bitwa pod Spicheren – starcie zbrojne, które miało miejsce 6 sierpnia 1870 pod Spicheren, na południe od Saarbrücken między siłami pruskiej 1 Armii a francuskim II korpusem, podczas wojny francusko-pruskiej. 
Moltke spodziewał się oporu Francuzów w okolicach Spicheren i Forbach. Aby wykorzystać to do operacyjnego okrążenia przeciwnika, rozkazał 2 Armii natarcie na Spicheren, a 1 Armii sforsowanie rzeki Saarlouis, obejście skrzydła i wyjście na tyły Francuzów. Plan miał świetne perspektywy, gdyż w tym rejonie Napoleon III nakazał koncentrację 4 własnych korpusów. Okazja została jednak zmarnowana przez Steinmetza, który samowolnie skierował się w pas działania 2 Armii.
Dwa korpusy 1 Armii działając częściami rozpoczęły natarcie na umocnioną pozycję Frossarda na linii wzgórz Spicheren. Prowadzone od czoła natarcia pruskiej piechoty były krwawo odpierane przez ogień Chassepotów i mitraliez. Osłabione linie pruskie przed kontratakami osłaniał jedynie celny i efektywny ogień własnej artylerii. W miarę jak nadciągały pozostałe oddziały 1 Armii, natarcia były ponawiane – jednak bez sukcesów za to ze sporymi stratami i przy znacznej dezorganizacji. Niektóre francuskie kontrataki odrzucały Prusaków bardzo daleko, z okazjami do większych sukcesów. Jednak Frossard nazbyt trzymał się aksjomatów francuskiej taktyki defensywnej.
Siły pruskiej 1 Armii słabły, ale na pole walki nadciągnęły oddziały z awangardy 2 Armii. Wznowione natarcie złamało opór francuskiej dywizji w centrum i zepchnęło ją z linii wzgórz. W następnej kolejności dokonało się obejście lewej flanki Francuzów. Widząc to Frossard wydał rozkaz generalnego odwrotu na linię Mozeli.
Obok wielu smutnych wniosków dla Francuzów, pojawił się jeden dotąd nieznany – tylko jedna z 4 francuskich dywizji zużyła podczas walki 146 000 naboi. Była to 1/3 dziennej produkcji całego francuskiego przemysłu zbrojeniowego.